# Восточный корпус при Знаменском соборе (Великий Новгород)
Восточный корпус — памятник архитектуры. Расположен в Великом Новгороде, в подворье Знаменского собора, современный адрес дома — Ильина улица, 26.
Корпус также описывается как корпуса, так как в нём соединены четыре объёма разных лет постройки. С 1975 года здание используется под базу археологической экспедиции МГУ.
Юго-восточная часть была построена в XIX веке (на планах зафиксирована с 1809 года), в 1930-х годах (по другим предположениям, между 1819 и 1862 годами) к нему была сделана кирпичная пристройка. Это одноэтажный прямоугольный в плане корпус с вальмовой крышей. Согласно архимандриту Макарию и плану Новгорода 1862 года, на этом месте был дом для священнослужителей. Фасады изначально были неоштукатуренными, на фотографиях 1954 и 1970-х годов видно, что была заложена часть изначальных окон и дверей и пробиты новые окна. После Великой Отечественной войны несильно пострадавший дом был отремонтирован с приспособлением под жилые помещения, капительный ремонт с штукатуреньем фасадов под руководством Г. М. Штендера прошёл в 1980—1982 годах.
Фундаменты северо-восточной части по предположению Г. М. Штендера были заложены в начале XVIII века, на них в 1970-х годах воссоздана северо-восточная часть. В начале XVIII века этот участок купил соборный дьяк Макар Полянский. Генерал-адъютант И. М. Полянский, его сын, продал построенный к 1719 году (между 1709 и 1719 годами) дом собору за 100 рублей. Согласно плану И. Дмитрова, в 1809 году участок занимала каменная баня, разобранная из-за ветхости предположительно между 1819 и 1862 годами. Одноэтажный дом с вальмовой крышей был создан «в нейтральных формах конца XVII — начала XVIII в.», лопатки делят восточный и западный фасады на два прясла. Окна в нишах, у них трёхцентровое завершение. Поребрик карниза сделан по подобию украшения первого яруса колокольни собора.
Старейшую и новейшую части соединяет сделанная в 1970-х годах пристройка. У неё собственная односкатная крыша.